# San Vicente (Castilla)
San Vicente es un caserío peruano ubicado en el distrito de Castilla, perteneciente a la provincia y departamento de Piura, al norte del Perú. 

## Ubicación
San Vicente se ubica al noroeste de la provincia de Piura, en el distrito de Castilla, en el departamento de Piura.

## Demografía
En 2017 San Vicente tenía una población de 139 habitantes.
| Gráfica de evolución demográfica de San Vicente entre 1993 y 2017 |
|                                                                   |
| Fuentes: Población 1993 y 2017                                    |